# Čakany
Čakany es un municipio del distrito de Dunajská Streda en la región de Trnava, Eslovaquia, con una población estimada a final del año 2024 de 621 habitantes.
Se encuentra ubicado al sur de la región, cerca de los ríos Danubio y Váh, y de la frontera con Hungría y la región de Bratislava.

## Demografía
| Año        | 1994 | 2004    | 2014    | 2024    |
| ---------- | ---- | ------- | ------- | ------- |
| Población  | 526  | 574     | 606     | 621     |
| Diferencia |      | +9,12 % | +5,57 % | +2,47 % |

| Año        | 2023 | 2024    |
| ---------- | ---- | ------- |
| Población  | 625  | 621     |
| Diferencia |      | −0,64 % |